# Región de Marrakech-Safí
La región de Marrakech-Safí (en árabe: مراكش آسفي‎; bereber: ⵎⵕⵕⴰⴽⵛ ⴰⵙⴼⵉ) es una de las diez regiones de Marruecos. Tiene una población de 4 520 569 habitantes según el censo marroquí de 2014. La capital de la región es Marrakech.

## Historia
La región de  Marrakesh-Safí se formó en septiembre de 2015 al fusionar la antigua región de Marrakech-Tensift-Al Hauz con las provincias de Safi y Youssoufia en la región de Dukala-Abda.

## División administrativa
Marrakesh-Safí comprende las siguientes provincias y prefecturas:
- Prefectura de Marrakech
- Provincia de Al Hauz
- Provincia de Chichaoua
- Provincia de El Kelaa des Sraghna
- Provincia de Esauira
- Provincia de Rehamna
- Provincia de Safí
- Provincia de Youssoufia